# Gershausen (Altenstädt)
Koordinaten: 51° 15′ 46″ N, 9° 12′ 16″ O
Gershausen war eine 1209 erstmals erwähnte und in der ersten Hälfte des 15. Jahrhunderts wüst gefallene Dorfsiedlung in der heutigen Gemarkung von Altenstädt, einem Stadtteil von Naumburg im nordhessischen Landkreis Kassel.

## Geographische Lage
Der Ort lag etwa 1,5 km südöstlich von Altenstädt, 2,5 km südwestlich von Balhorn und 6 km nordöstlich von Naumburg auf 300 m Höhe in einer Nordschleife des hier allgemein von Ost nach West verlaufenden Spolebachs. Dort zeigen die Niveau-Karte des Kurfürstentums Hessen von 1840–1861 und die topographische Karte von 1900 den Flurnamen „Gershausen“.

## Geschichte
Nur wenig ist zur Geschichte des Orts bekannt, dessen Name im Laufe der Zeit in mehrfach veränderter Form erscheint. Er wurde im Jahre 1209 als „Yerdeshusen“ in einem Besitzverzeichnis des Fritzlarer St. Petri-Stifts erstmals schriftlich erwähnt; das Stift hatte bis ins 14. Jahrhundert Zehnteinkünfte aus der Feldmark des Orts. Im Jahre 1209 ist in der Urkunde eines komplizierten Grundstücktausches von einer „curia“ in „Gershusen“ die Rede. Im Jahre 1253 schenkte der Amtsgraf Berthold von Felsberg seine sämtlichen Eigen- und Lehnsgüter, darunter drei Hufen in Gershausen, die wohl aus der Mitgift seiner Ehefrau Bertha von Naumburg stammten, dem Kloster Breitenau zu seinem ewigen Seelgerät. Die in Kirchberg ansässige Adelsfamilie Hund hatte mainzischen Lehensbesitz im Ort, der zum Gericht Elben gehörte. Im Jahre 1403 ist noch von einem Dorf die Rede, aber schon 1441 lag der Ort wüst. Die Feldmark des aufgegebenen Dorfs blieb noch bis in die zweite Hälfte des 19. Jahrhunderts bestehen; erst dann wurde sie in die Gemarkungen von Altenstädt und Balhorn eingegliedert.
Gershausen war zumindest ab dem 14. Jahrhundert Kirchdorf: Eine Kirche wird 1343 erwähnt. 1422 und noch 1507 wird Gershausen als Sitz einer Pfarrei genannt, wobei letztere allerdings ab 1502 als vakant bezeichnet wird. Das Kirchenpatronat lag beim Johannisstift in Mainz. Im Naumburger Salbuch von 1654 wird die Kirche noch genannt; wann sie verfiel und ihre Reste anderweitig verwendet wurden, ist unbekannt. Nur die Flurnamen „bei der alten Kirche“ bzw. mundartlich „of’ d’r ahlen Kerch“ weisen noch auf sie und das einstige Dorf hin.